# Камберленд (півострів)
66°30′ пн. ш. 65°00′ зх. д. / 66.5° пн. ш. 65° зх. д.
Півострів Камберленд (англ. Cumberland Peninsula) — півострів у південно-східній частині острова Баффінова Земля, Нунавут, Канада.
Полярне коло перетинає півострів, море Лабрадор на південному сході та протоку Девіса на сході, що лежить між півостровом та Гренландією.
Затока Камберленд лежить на південному заході, відокремлюючи півострів Камберленд від півострова Голл, що також є частиною острова Баффін.
Півострів Камберленд є частиною біому Арктичної тундри — найхолоднішого і найсухішого біому у світі — як і решта острова Баффін.
Місцевість гірська, та гора Один біля Полярного кола піднімається на висоту 2144 м.
На півострові розташовано Пангніртанг, що лежить на південно-західному узбережжі, та Національний парк Ауюйтук.